# Ю-ван
Чжоу Ю-ван (кит. упр. 周幽王, пиньинь Zhōu yōu wáng; годы жизни: 795—771 гг до н. э., наследственное родовое имя: Цзи (姬, Jī), собственное имя: Гун Шэн (宫湦, Gōng Shēng)) — сын Чжоу Сюань-вана (周宣王), двенадцатый правитель династии Западная Чжоу, занимал трон с 782 г. по 771 г. до н. э. В «Записках о поисках духов» говорится: «Когда Чжоу Сюань-вану было тридцать три года (795 г. до н. э.), родился Ю-ван».
На второй год правления Ю-вана (780 г. до н. э.), когда на равнине Гуаньчжун произошло большое землетрясение, человек по имени Бо Ян Фу предсказал, что оно предвещает окончание династии Чжоу.
На третий год правления Ю-вана при дворе появилась необыкновенная красавица Бао Сы (褒姒). Она быстро завоевала любовь Ю-вана. В скором времени Бао Сы забеременела и родила сына Бо Фу (伯服). Ю-ван отказался от своей законной супруги Шэнь (申后) и её сына, наследного принца Бо Цзю (宜臼), объявил своей супругой Бао Сы и назначил наследником её сына Бо Фу.
В книге Ши цзи говорится, что Бао Сы не любила улыбаться. Ю-ван испробовал много способов вызвать у неё улыбку, но ничего не помогало. Тогда он приказал зажечь сигнальные огни на смотровых башнях. Местные князья быстро собрали войска на защиту государства, однако на месте обнаружили, что врага нет. Увидев бестолковое скопление войск, Бао Сы наконец рассмеялась. Ю-ван пришёл в восторг от смеха возлюбленной и снова повторил свою шутку. Однако на этот раз он потерял доверие своих подданных. Кроме того, к недовольству подчинённых Ю-ван назначил на высокий государственный пост заносчивого льстеца Го Ши Фу (虢石父). Лишив трона законного наследника, Ю-ван также сильно разгневал отца королевы Шэнь. Оскорблённая знать обратилась к княжеству Суй (缯国) и западному племени Цюаньжун (犬戎) с просьбой атаковать Ю-вана. Ю-ван снова приказал зажечь сигнальные огни на смотровых башнях, чтобы собрать войска, однако в этот раз армия не пришла на помощь. Ю-ван и его сын Бо Фу были убиты под горой Ли (Ли Шан, 骊山), Бао Сы была уведена в плен и пропала без вести. Войска Цюаньжун, разграбив страну, вернулись в свои земли. Так наступил конец династии Западная Чжоу.
Его придворным историографом был Ши Бо.
После смерти Чжоу Ю-вана, при поддержке аристократии на трон, под титулом Пин-ван (平王), взошёл законный наследник Бо Цзю. Поскольку Хаоцзин (镐京), столица Западной Чжоу, сильно пострадала от военных действий, Пин-ван перенёс столицу на восток в город Ванчэн (雒邑), основав таким образом династию Восточная Чжоу.